# 水沢勉
水沢 勉（みずさわ つとむ、1952年11月27日 - ）は、日本の美術評論家・キュレーター。

## 経歴
神奈川県横浜市生まれ。
1976年、慶應義塾大学美学美術史学科卒業。1978年、慶應義塾大学大学院修士課程修了後、神奈川県立近代美術館学芸員として勤務。
2008年、横浜トリエンナーレ2008の総合ディレクターを勤める。
神奈川県立近代美術館館長（2011 - 2024）。ドイツ語圏および日本の近現代美術に関心を抱き、その交流史についても論じる。

## 著書
- 『この終わりのときにも 世紀末美術と現代』（思潮社） 1989
- 『エゴン・シーレ　まなざしの痛み』（東京美術） 2023

### 共編著
- 『現代美術入門』（美術出版社編集部＋木村要一＋田村敦子、美術出版社） 1986
- 『日本の水彩画8 互井開一』（編著、第一法規出版） 1989
- 『日本の近代美術10 不安と戦争の時代』（責任編集、大月書店） 1992
- 『名画と出会う美術館 Art compass 第3巻 魅惑の世紀末美術』（構成・解説、小学館） 1992
- 『クレー』（編、日経ポケット・ギャラリー） 1993
- 『北方美術の流れ』 (共著、岩波書店） 1993
- 『表現主義と社会派』 (共著、小学館、世界美術大全集西洋編26） 1995
- 『点在する中心 <創造>をめぐる10の対話』（矢萩喜従郎共著、春秋社） 1995
- 『エゴン・シーレ ウィーン世紀末を駆け抜けた鬼才』（編著、六耀社） 1999、新版2012
- 『美術館は生まれ変わる 21世紀の現代美術館』（太田泰人、渡辺真理、松岡智子共編著、鹿島出版会） 2000
- 『イスラエル美術の近代 新千年紀へのメッセージ』（編、神奈川県立近代美術館） 2001
- 『西村伊作の世界 「生活」を「芸術」として』（植野比佐見共編、NHKきんきメディアプラン） 2002
- 『モダニズム / ナショナリズム 1930年代日本の芸術』（五十殿利治共編、せりか書房） 2003
- 『ベルリン美術散歩』（津田孝二共著、新潮社、とんぼの本） 2005

## 翻訳
- 『印象派の技法』（バーナード・ダンスタン、長峰朗共訳、グラフィック社） 1980
- 『Max Beckman（マックス・ベックマン）』（シュテファン・ラックナー、美術出版社） 1983
- 『女 クリムト画集』（アンゲリカ・ボイマー、アール・ヴィヴァン編、リブロポート） 1986
- 『現代美術の流れ 1945年以後の美術運動』（エドワード・ルーシー=スミス、岡田隆彦共訳、PARCO出版局） 1986
- 『風景 クリムト画集』（ヨハネス・ドバイ、リブロポート） 1989
- 『ジョージ・シーガル』（フィリス・タックマン、酒井忠康共訳、美術出版社、モダン・マスターズ・シリーズ） 1990
- 『コンスタンチン・ブランクーシ』（エリック・シェインズ、中原佑介共訳、美術出版社、モダン・マスターズ・シリーズ） 1991
- 『ナナ マネ・女・欲望の時代』（ヴェルナー・ホーフマン、PARCO出版） 1991
- 『水彩の技法百科 水彩・ガッシュ・アクリル』（ヘイゼル・ハリソン、グラフィック社） 1991
- 『油彩の技法百科』（ジェレミー・ゴートン、グラフィック社） 1992
- 『エゴン・シーレ - スケッチから作品へ』（クリスティアン・ネベハイ、リブロポート） 1993
- 『ゴッホ』（ウィリアム・フィーヴァー、岩波書店、岩波世界の巨匠） 1993
- 『水』（クリストファ・マクヒュー、冨山房、楽しい美術シリーズ） 1994
- 『町といなか』（クリストファ・マクヒュー、冨山房、楽しい美術シリーズ） 1995
- 『ウォーホル』（エリック・シェーンズ、岩波書店、岩波世界の巨匠） 1996
- 『オットー・ディックス』（ディートリヒ・シューベルト、共訳、PARCO出版） 1997、のちパルコ美術新書
- 『グスタフ・クリムト 素描と絵画』（クリスティアン・ネベハイ著、岩崎美術社、1998年）
- 『タマラ・ド・レンピッカ』（シュテファニー・ペンク、解説、岩波書店、岩波アート・ライブラリー） 2009